# Лінсбург
Лінсбург (нім. Linsburg) — громада в Німеччині, розташована в землі Нижня Саксонія. Входить до складу району Нінбург. Складова частина об'єднання громад Штаймбке.
Площа — 23,5 км2. Населення становить 984 ос. (станом на 31 грудня 2021).